# Ведьмак (мифология)
Ведьма́к (укр. відьмак, відьмар, відьмун, відьмач; бел. вядзьмак, вядзьмар, ведзьмак, ведзьмар; пол. wiedźmak) — персонаж славянской мифологии и демонологии, колдун. Является начальником над ведьмами определённой местности; может действовать заодно с ними или, наоборот, защищать людей от проделок ведьм и заложных покойников, заговорами лечить болезни людей и животных.
В грамматическом отношении слово «ведьмак» соответствует слову женского рода со сходной этимологией — «ведьма».
Обладая магическими способностями, ведьмак может по своему усмотрению оборачиваться мотыльком, конём, волком или другими животными. По поверьям, ведьмак, как и другие колдуны, может быть «прирождённым» или «наученным». У «прирождённого» ведьмака может не быть бороды, усов, зато присутствует маленький хвостик, а отражение в зрачках глаз перевёрнуто вверх ногами. «Обученный» ведьмак ничем не отличается от обычного человека.
Перед смертью ведьмак должен передать свои знания другому человеку. Когда он умирает, наступает засуха или идут нескончаемые дожди. По одним поверьям, после смерти ведьмака следует отрубить ему голову, положить её лицом вниз и забить в рот кол. В могилу кладут кусок осины, гвозди, бумагу, стружку, у могилы трижды рассыпают мак. Если всё было сделано правильно, люди верили, что ведьмак не превратится в упыря. По другим поверьям, ведьмак и после смерти охраняет село, не пропуская в него мертвецов.